# Cour du Commerce-Saint-André
La cour du Commerce-Saint-André est une voie publique située dans le quartier de la Monnaie dans le 6e arrondissement de Paris.

## Situation et accès
La cour du Commerce-Saint-André est desservie par les lignes 4 et 10 à la station Odéon.

## Origine du nom
Elle porte ce nom car ce passage est bordé de boutiques.

## Historique
Dans les années 1730, un passage en équerre est ouvert entre la rue des Fossés-Saint-Germain (actuelle rue de l'Ancienne-Comédie) et la rue Saint-André-des-Arts. Le Plan de la ville de Paris et de ses faubourgs, dessiné par Bernard-Antoine Jaillot en 1748, corrigé et augmenté en 1778, montre le passage longeant un terrain arboré portant la légende « Jeux de Boule de Metz ». Il s'agit de terrains de jeu de paume aménagés dans les fossés de l’enceinte de Philippe Auguste (dont les vestiges sont encore présents dans certaines boutiques côté pair).
Vers 1776, le passage est prolongé jusqu'à la rue des Cordeliers (rue de l'École-de-Médecine) à l'emplacement des anciens jeux de paume. Vers 1791, un passage vers la cour de Rouen (aujourd'hui cour de Rohan) est percé au travers les vestiges de l’enceinte de Philippe Auguste. En 1823, le débouché sur la rue Saint-André-des-Arts est reconstruit pour former la galerie que l'on connait actuellement.
Lors du percement du boulevard Saint-Germain, déclaré d'utilité publique le 28 juillet 1866, le passage est amputé d’une quarantaine de mètres. À cette occasion, est détruite la maison de Danton qui se trouvait au débouché du passage sur la rue de l'École-de-Médecine.
Il existait plusieurs passages du Commerce dans Paris. Par arrêté du 1er février 1877, la cour du Commerce située dans le 8e arrondissement est renommée « cour Saint-Philippe-du-Roule » (aujourd'hui remplacée par la rue du Commandant-Rivière), celle du 10e arrondissement est renommée « cour des Vinaigriers » (aujourd'hui disparue) et la rue du Commerce du 15e arrondissement prend le nom de « rue de la Montagne-Noire ». Mais cette dernière voie reprend son nom le mois suivant (rue du Commerce) et la cour du Commerce devient « cour du Commerce-Saint-André » pour éviter les confusions.
En 1987, un très grand nombre d’éléments de la cour dont les façades et les toitures des commerces, les trois entrées, et la verrière sont inscrites aux Monuments historiques.

## Bâtiments remarquables et lieux de mémoire
- Des restes de l’enceinte de Philippe Auguste sont visibles dans un magasin au no 4.
- La porte Saint-Germain y était située.
- La cour du Commerce-Saint-André donne accès à la cour de Rohan.
- Parmi les enseignes célèbres de la cour se trouvent Le Procope, plus vieux café de Paris, fondé en 1684, ainsi que le Relais Odéon.
- Au no 2, une plaque rappelle que Sainte-Beuve y vécut de 1831 à 1841.
- Au no 8, Marat avait établi la rédaction et l’imprimerie de L’Ami du Peuple.
- Concomitamment, au no 9, chez le menuisier Schmidt, logeait Joseph Ignace Guillotin, qui y expérimentait alors sa guillotine sur des moutons[6].
- Au no 20, emménage en août 1787 Danton[7]. Cet immeuble a disparu lors du prolongement du boulevard Saint-Germain[8].

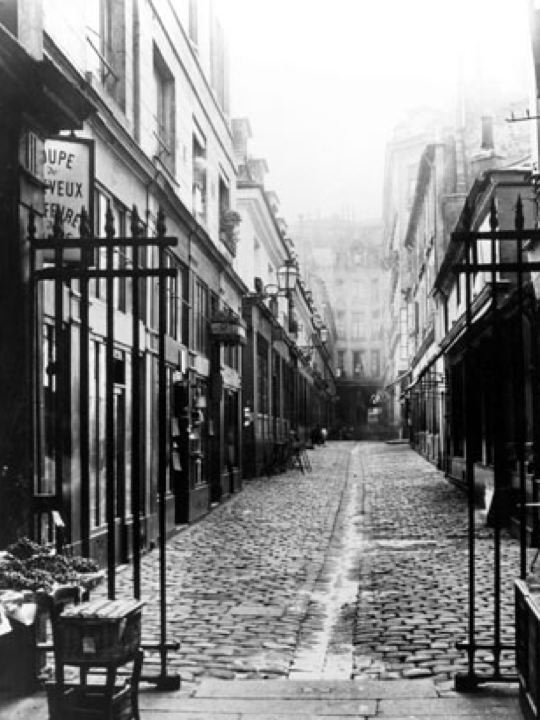
Vue de la cour vers 1870 (photographie par Charles Marville).
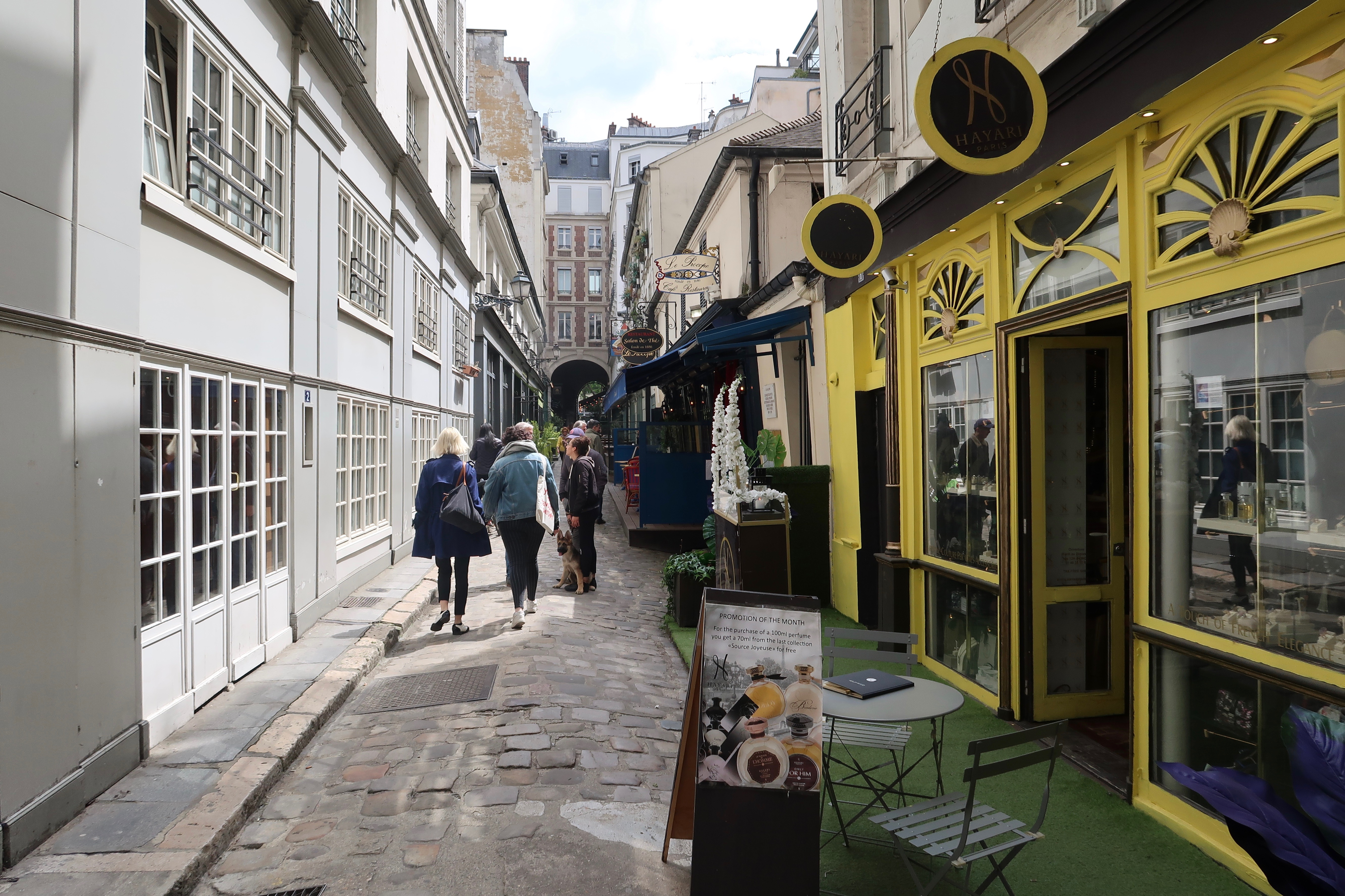
Vue de la cour de nos jours, Le Procope est en bleu sur la droite.
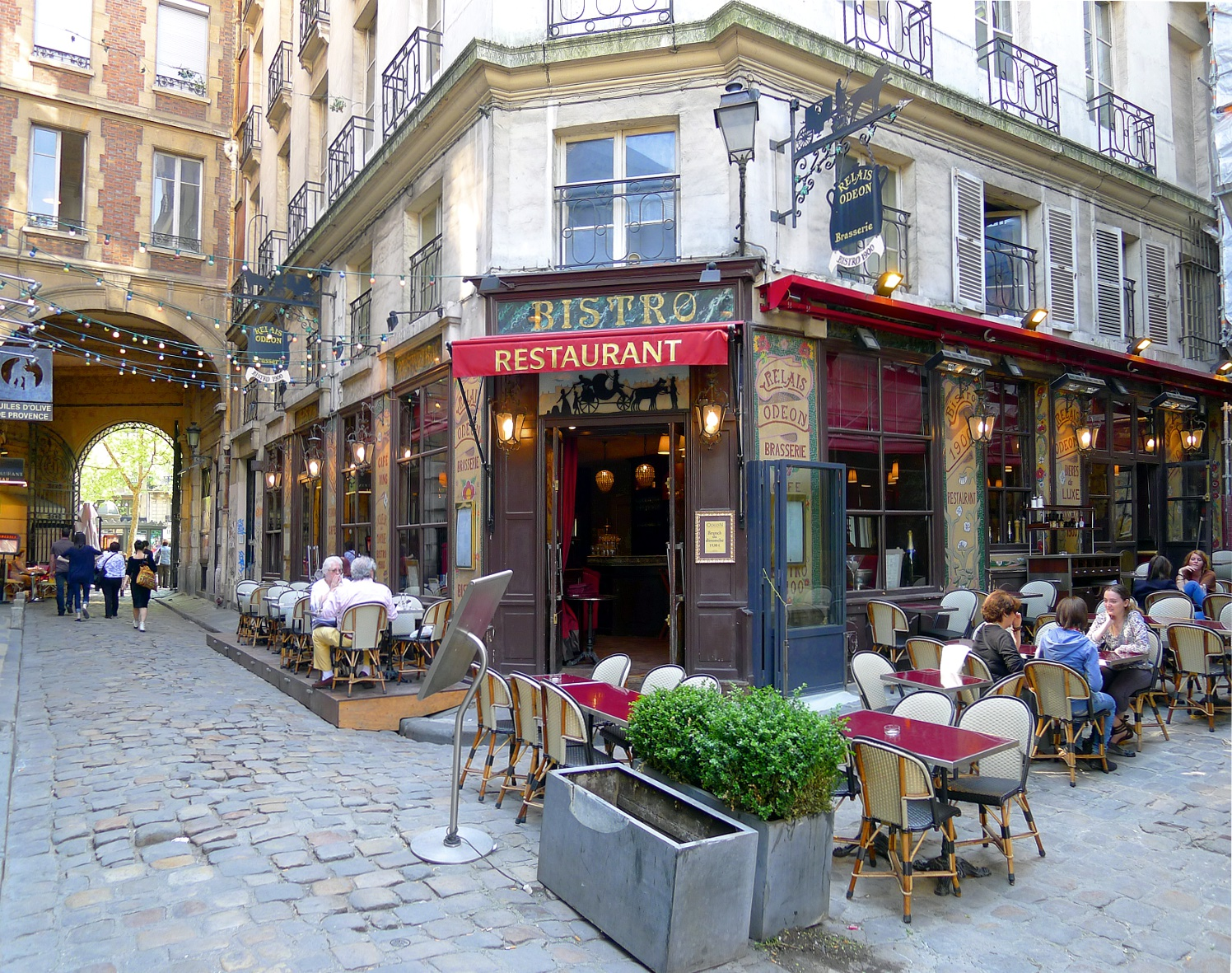
Le Relais Odéon.
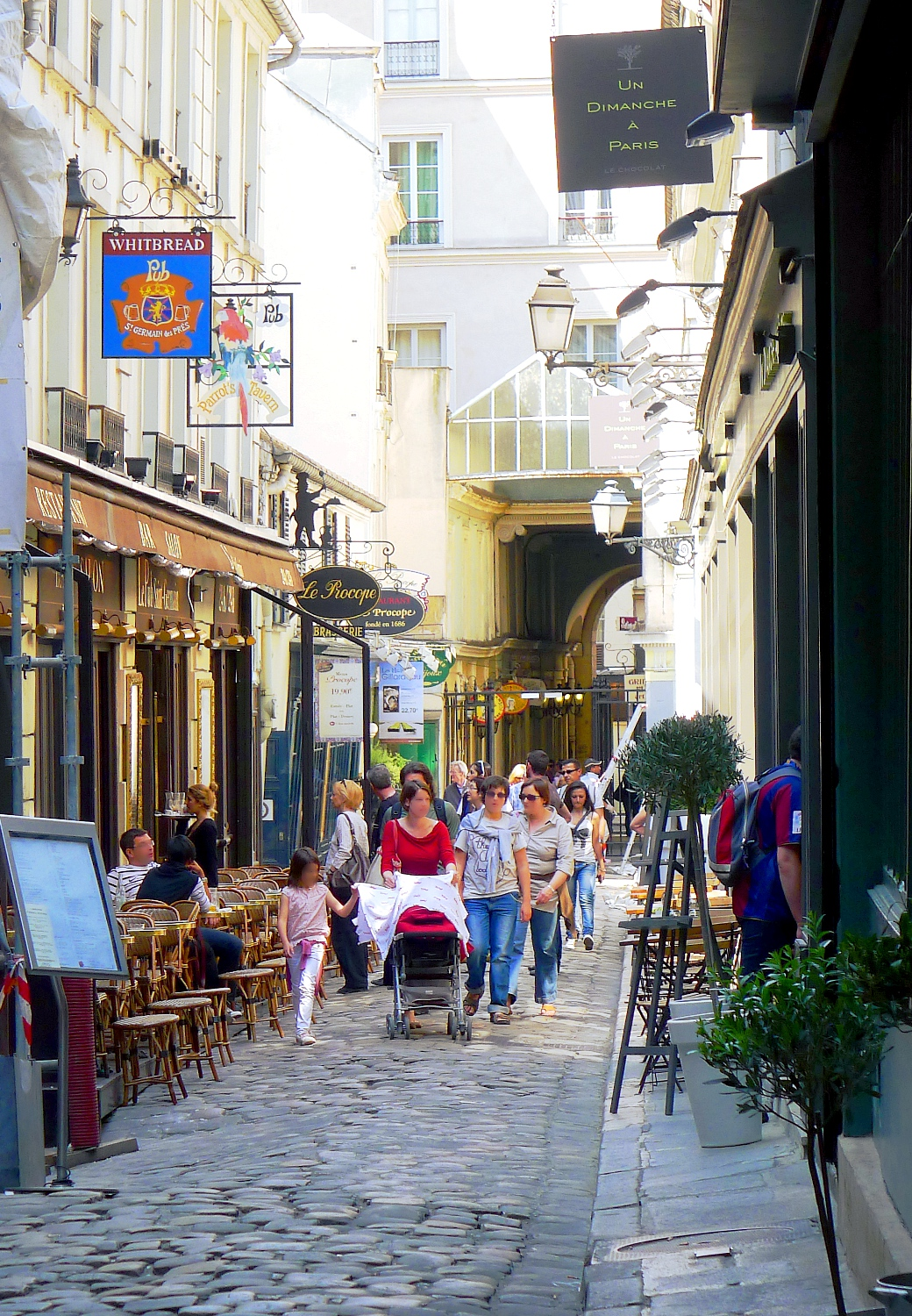
Vue de la cour en direction de la rue Saint-André-des-Arts.
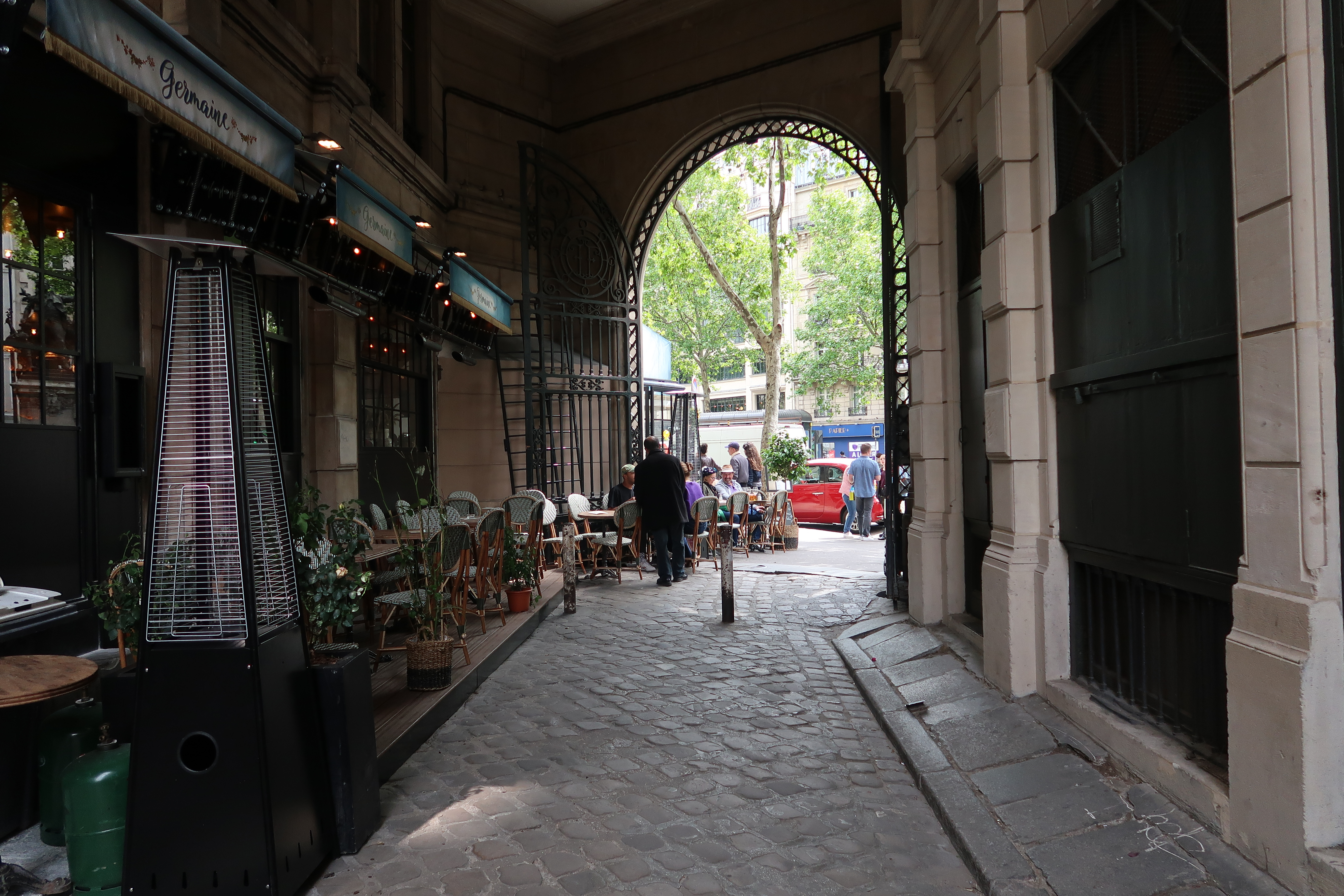
Sortie sud.
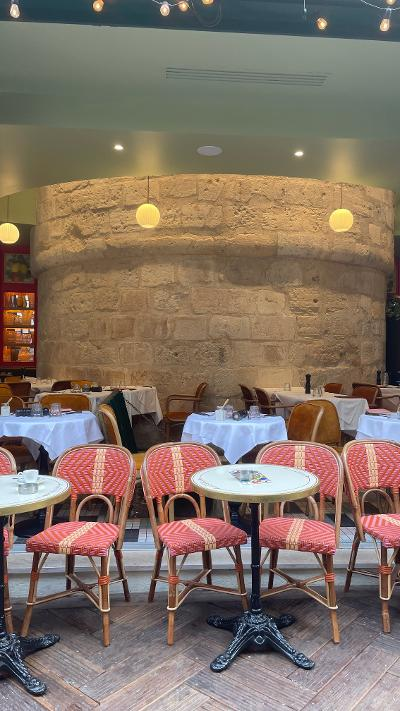
Vestige de l'enceinte de Philippe-Auguste.

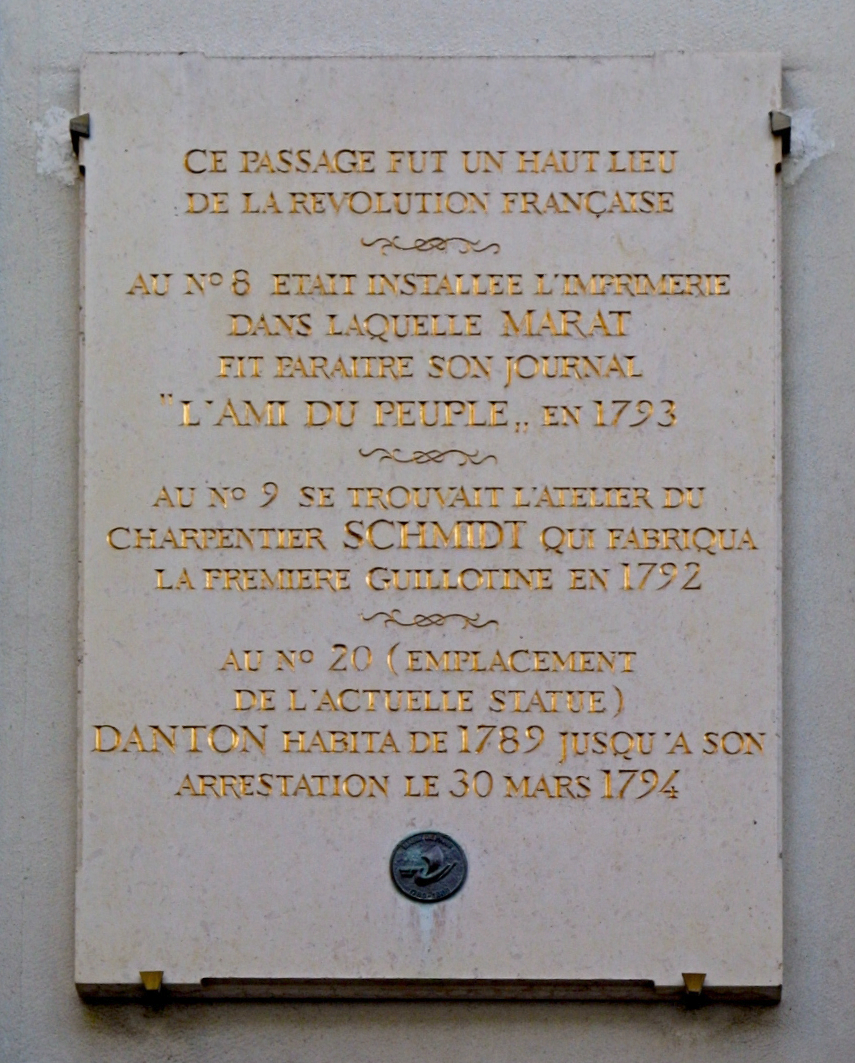
Plaque au sujet des évènements de la Révolution française.
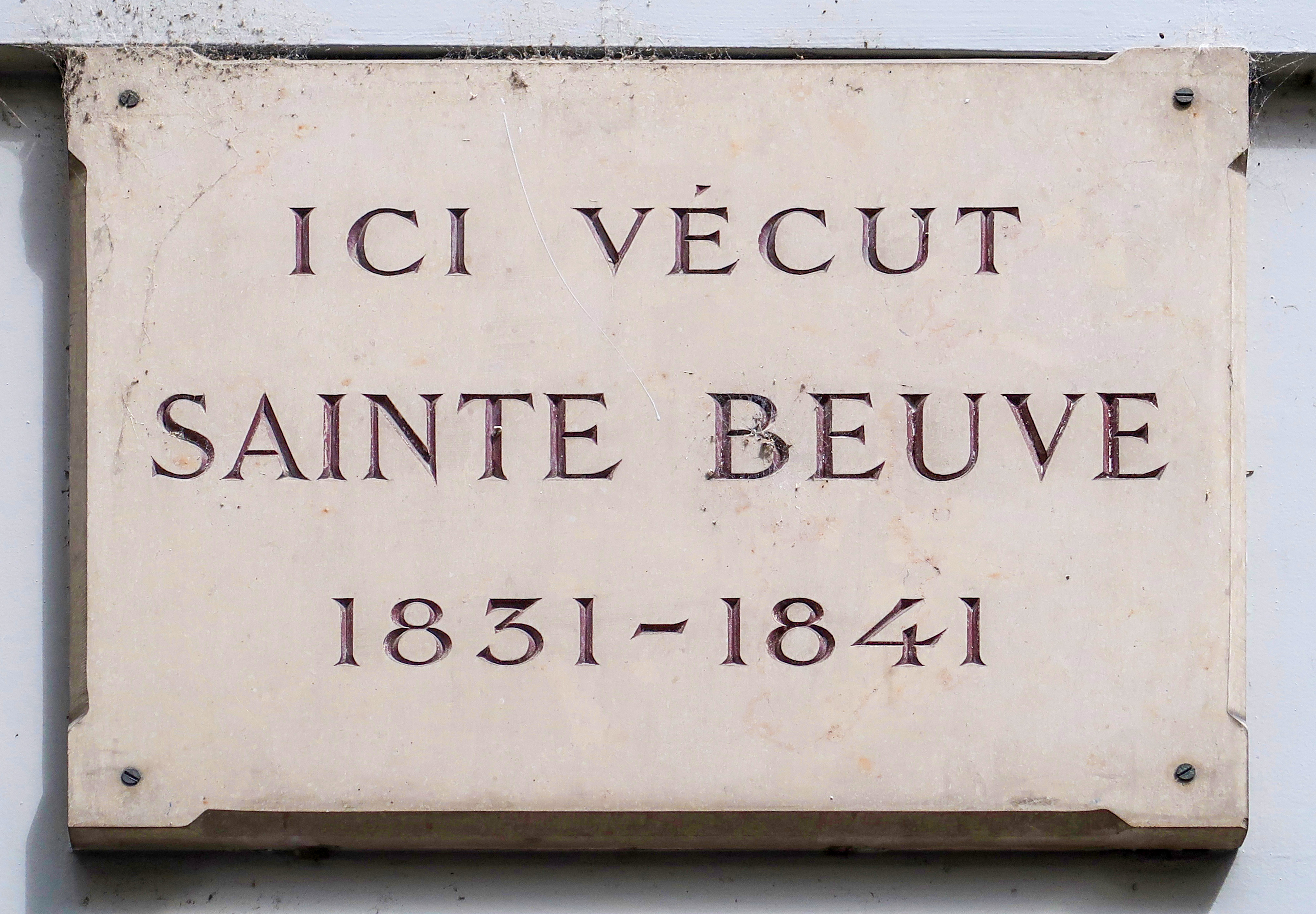
Plaque au no 2.

## Dans les arts
En 1952, le peintre Balthus réalise le tableau Passage du Commerce-Saint-André. Il évoque une scène de rue, au caractère énigmatique.